# Judiska församlingen i Åbo
Judiska församlingen i Åbo är ett religiöst samfund registrerat i Åbo sedan 6 mars 1919 och en av de judiska församlingarna i Finland.
Församlingens verksamhet centreras kring Åbo synagoga, färdigställd 1912, och församlingscentrumet, byggt 1956. År 2011 fanns 121 medlemmar , men vid 2019 hade antalet sjunkit till under 80.  Under åren 2012-2021 verkade Simon Livson som församlingens rabbin, även i rollen som den enda rabbinen verksam i Finland.